# 280
280 (CCLXXX) var ett skottår som började en torsdag i den julianska kalendern.

## Händelser

### Okänt datum
- Kejsar Probus nedslår usurpatorn Proculus uppror.
- Probus fördriver alanerna till Mindre Asien.
- Befälhavaren för den romerska flottan på Rhen, Bonosus, utropas till kejsare, men då han besegras av Probus styrkor blir han sedan hängd.
- Julius Saturninus, som svarar för försvaret i öster, utropas till kejsare i Alexandria. Han drar sig tillbaka till Apamea, blir belägrad och avrättas.
- Då städerna i Gallien ständigt hotas av invasioner börjar man bygga eller förstärka deras stadsmurar.
- Den germanska stammen thuringerna uppträder för första gången.
- Den grekiske matematikern Pappos demonstrerar geometriskt gravitationscentrums egenskaper.
- Det kinesiska kungariket Wu upplöses av Jin, vilket slutligen gör slut på De tre kungadömenas period i Kina.

## Födda
- Georg, romersk soldat och senare kristen martyr (född detta år eller 275)
- Nikolaus, helgon inom katolska, östortodoxa och orientaliskt ortodoxa kyrkor

## Avlidna
- Sri-Gupta, maharaja av Guptadynastin
- Proclus, romersk usurpator